# Михайленко, Галина Михайловна
Галина Михайловна Михайленко (укр. Михайленко Галина Михайлівна; род. 12 мая 1973) — украинская футболистка, выступавшая на позиции полузащитника.

## Карьера
Футбольную карьеру начала в 1994 году в клубе «Донецк-Рось», который выступал в Высшей лиге чемпионата Украины. На Кубке чемпионов Содружества 1996 её заметили в России и пригласили в Самару. Сезон 1996 провела за ЦСК ВВС. С 1997 года продолжила карьеру в Украине.
В 2002 году усилила «Харьковчанку», впоследствии клуб стал «Харьков-кондиционером», «Металлистом» и «Арсеналом». В 2003 году перешла в Жилстрой-1. В харьковских клубах выступала в течение 8 сезонов. Провела более 123 матчей и забила более 90 голов.

## Достижения

### Командные
Чемпион СНГ1992
Чемпион страны (11)
Украины (10): 1994, 1995, 1997, 1998, 1999, 2003, 2004, 2006, 2008, 2010
России: 1996
Обладатель Кубка Украины (8)
Украины (4): 1994, 1997—1999, 2003, 2004, 2006—2008